# Lisakovsk
Lisakovsk (en kazajo: Лисаковск) es una ciudad ubicada en la provincia de Kostanái en Kazajistán, a la orilla derecha del curso alto del río Tobol, que es un afluente del río Irtish, el cual, es afluente del Obi. Está situada 105 km al suroeste de Kostanay, la capital de la provincia. Su población, según un censo del año 2009, era de 36 600 habitantes.

## Historia
La ciudad debe su existencia a un depósito de mineral de hierro descubierto en 1949, aunque no empezó a desarrollarse hasta la década de 1960 cuando el gobierno comenzó a crear un pueblo para las casas de los mineros. En 1971 el pueblo obtuvo la categoría o estatus de ciudad. A mediados de la década de 1980 comenzó a construirse en Lisakovsk una central química, pero su construcción se paralizó con la disolución de la Unión Soviética.

## Arqueología
Se han descubierto yacimientos de la Edad de Bronce, en concreto de la cultura de Andrónovo, que datan de los siglos XVIII a XV a. C.